# Тиндинцы
Тинди́нцы или тинда́лы (тиндин. идарайи) — один из коренных дагестанских народов андийской подветви, малочисленный коренной народ Дагестана. Проживают в Западном Дагестане (селения Тинди, Акнада, Ангида, Тисси, Эчеда, Гундучи, Аща, Санух, Мухарх, Тенла, Гадайчи, Гвиначи, Халих, Бехвалутчи, Тисси-Ахитли и Шугури Цумадинского района), также в селе Акнада Кизилюртовского района и частично в селе Пятилетка Хасавюртовского района. Также много тиндинцев-переселенцев встречаются в других селах Хасавюртовского, Кизилюртовского, Бабаюртовского и Кизлярского районов.

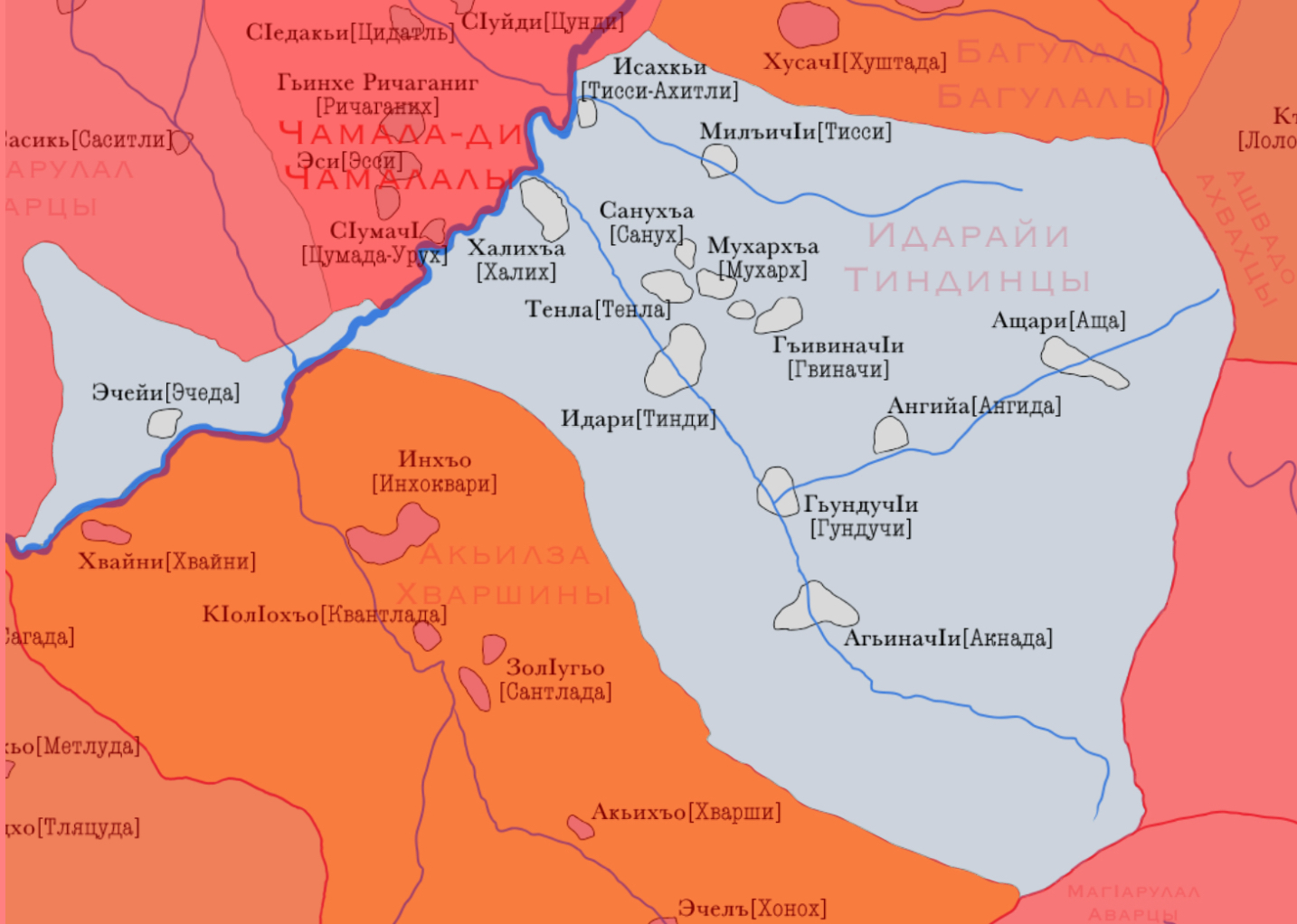
Тиндинские села в горной зоне. Названия приведены на тиндинском языке.

Вероисповедание — ислам (суннитского толка).

## Общие сведения

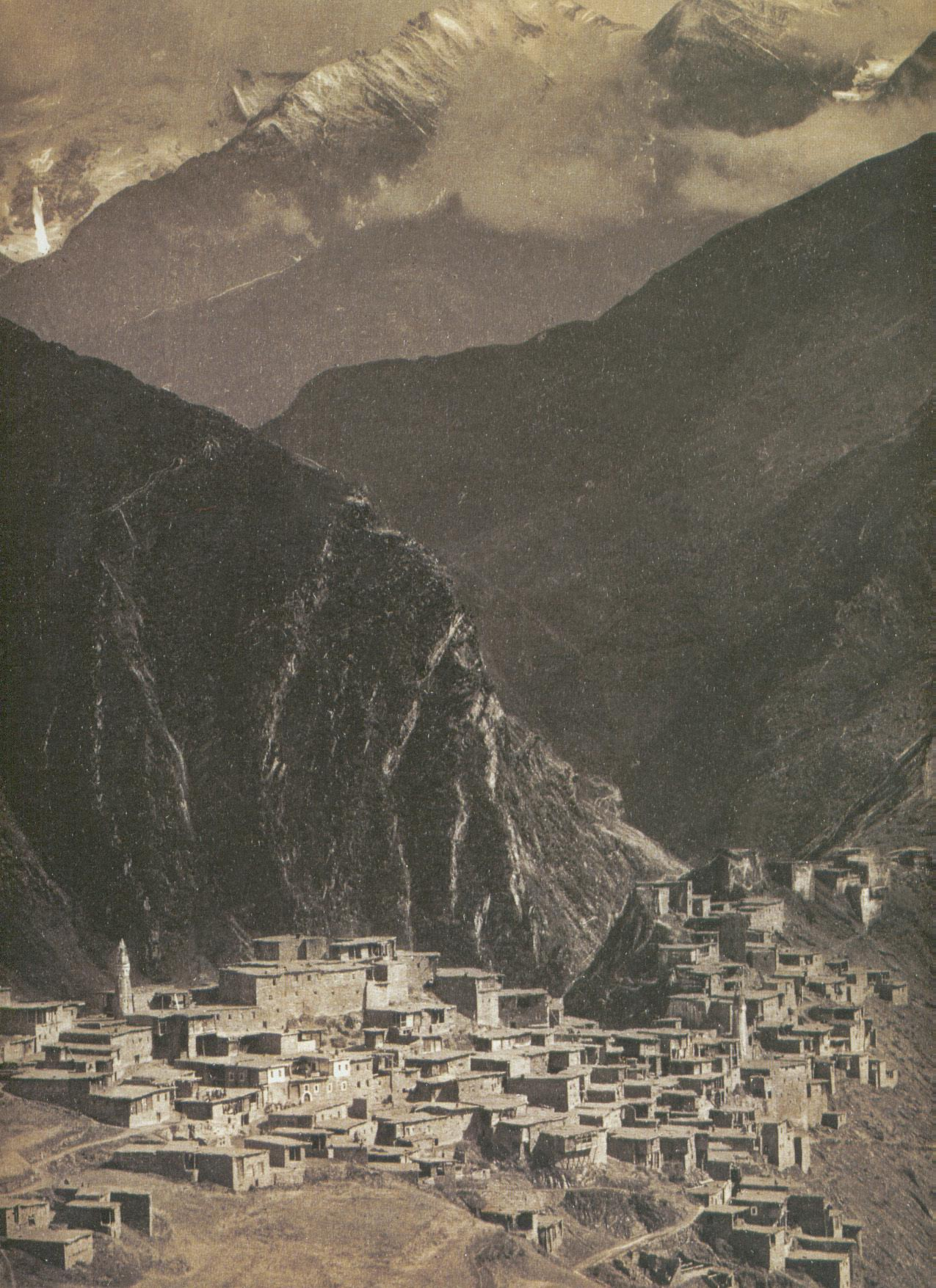
Аул Тинди, конец 1890-х гг. Фотография M. de Déchy.

### Название
Самоназвание народа — идарайи. Данный этноним используется лишь при общении с другими народностями, обычно же тиндинцы называют себя по названию аулов (идарайи 'тиндинцы', агьинайи 'акнадинцы' и.т.д.). Ближайшие народы именуют тиндинцев по названию самого большого аула: чамалинцы — иди, багулалы — идаради, а аварцы — тӏиндал. Русское название «тиндинцы» происходит от названия селения Тинди, как и самоназвание «идери» происходит от названия этого селения на тиндинском языке — Идари/Иди.

### История
Тиндинцы впервые упоминаются в исторической хронике XIV—XVI веков «Тарихи Дагестан». Во время Кавказской войны тиндинцы активно выступали на стороне имама Шамиля вплоть до падения Гуниба и прекращения военных действий. Став подданными Российским империи, тиндинцы вошли в состав Дагестанской области, а после установления Советской власти в состав Дагестанской АССР. По переписи 1926 года в СССР проживало 3812 тиндинцев, а это 2,75 % населения аварцев. В последующих переписях населения СССР тиндалы не выделялись как этническая группа, а включались в состав аварцев. По данным переписи 2010 г. в России проживает 910 тыс. аварцев. Если исходить из доли тиндалов в составе  аварцев (которая была зафиксирована в переписи 1926г.), численность тиндалов должна составить в 2010 г. не менее 25 тыс. чел.
Участница одной из экспедиций в Западный Дагестан, организованной в 1946 г. Институтом этнографии АН СССР, Ю. В. Иванова оставила примечательную запись в полевом дневнике:

Тиндалы – это самостоятельный народ со своим языком и национальным самосознанием… Их культура, как материальная, так и духовная, не лишённая некоторых самостоятельных черт, является составной частью большой комплексной культуры Центрального и
Западного Дагестана, которую условно можно назвать аварской, общность культуры находит объяснение во всей предыдущей истории горцев.

По переписи 2002 года в России проживало 44 тиндала, которые были включены как этническая группа в составе аварцев. Перепись 2010 года зафиксировала в стране 635 тиндалов. Перепись 2021 года зафиксировала в стране 1161 тиндала. По мнению ряда ученных эти цифры многократно ниже чем реальное количество тиндинцев. 

### Антропонимия
У тиндинцев преобладают имена арабо-мульманского происхождения (Патӏимата 'Патимат, Фатима', Махӏамади 'Магомед, Мухаммад'). Исконных имён у тиндинцев мало (Гехваса, Мукӏучу, Вечӏатӏла).

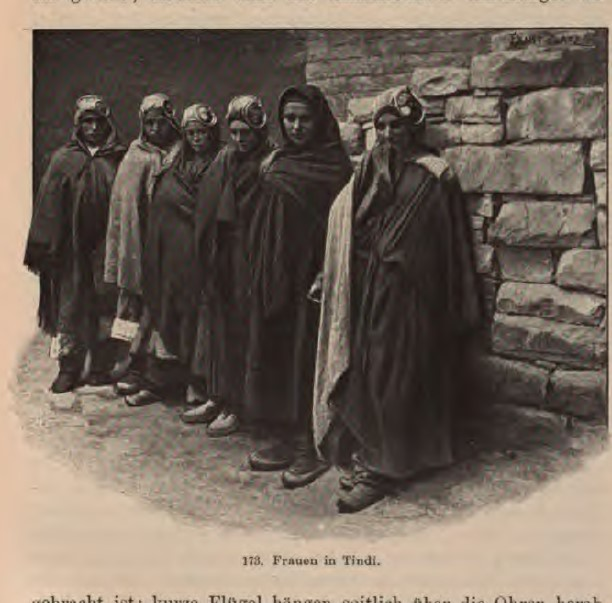
Тиндийские девушки. 1901 год.

## Язык
Тиндинский язык входит в состав андийской подгруппы аваро-андо-цезской группы нахско-дагестанской семьи языков. Наиболее он близок к багвалинскому и чамалинскому языкам. Особенно много общего между тиндинским и багвалинским языками, а в лексике много общего между акнадско-ангидским говором тиндинского языка и чамалинским языком. Тиндалы также владеют русским,  аварским и чеченским языками.
В тиндинском языке выделяются два основных говора: собственно тиндинский (речь аулов Тинди, Эчеда) и акнадско-ангидский говор (речь аулов Акнада и Ангида). В 1993 году в селении Тинди учитель средней школы составил алфавит на тиндинском языке.